# Den døde soldat
Den døde soldat er en dansk dokumentarfilm fra 2019 instrueret af Jesper Ærø.

## Handling
Jacob Panton bliver ramt af en granat, skudt fem gange af en snigskytte og dør på operationsbordet. Mirakuløst bliver han genoplivet og overlever med nød og næppe angrebet fra Taleban på sin sidste patrulje i Afghanistan. Hjemme venter en hård kamp for Jacob, hans kone og datter. Den nu tidligere kampvognskommandør er så hårdt såret, at han ikke kan vende tilbage til kammeraterne i Forsvaret. Han mister sin identitet og i frustration over, hvor dårligt systemet tager hånd om sårede soldater, finder han langsomt en ny mening med livet. Hans nye livsprojekt bliver at hjælpe andre sårede veteraner tilbage til en tålelig tilværelse. Jacob Panton fortæller sin dramatiske historie om, hvordan krig kan forandre alt.

## Medvirkende
- Jakob Panton
- Martin Hylander, Rekonstruktion
- Louise Kilhof, Rekonstruktion